# 海德堡畫派

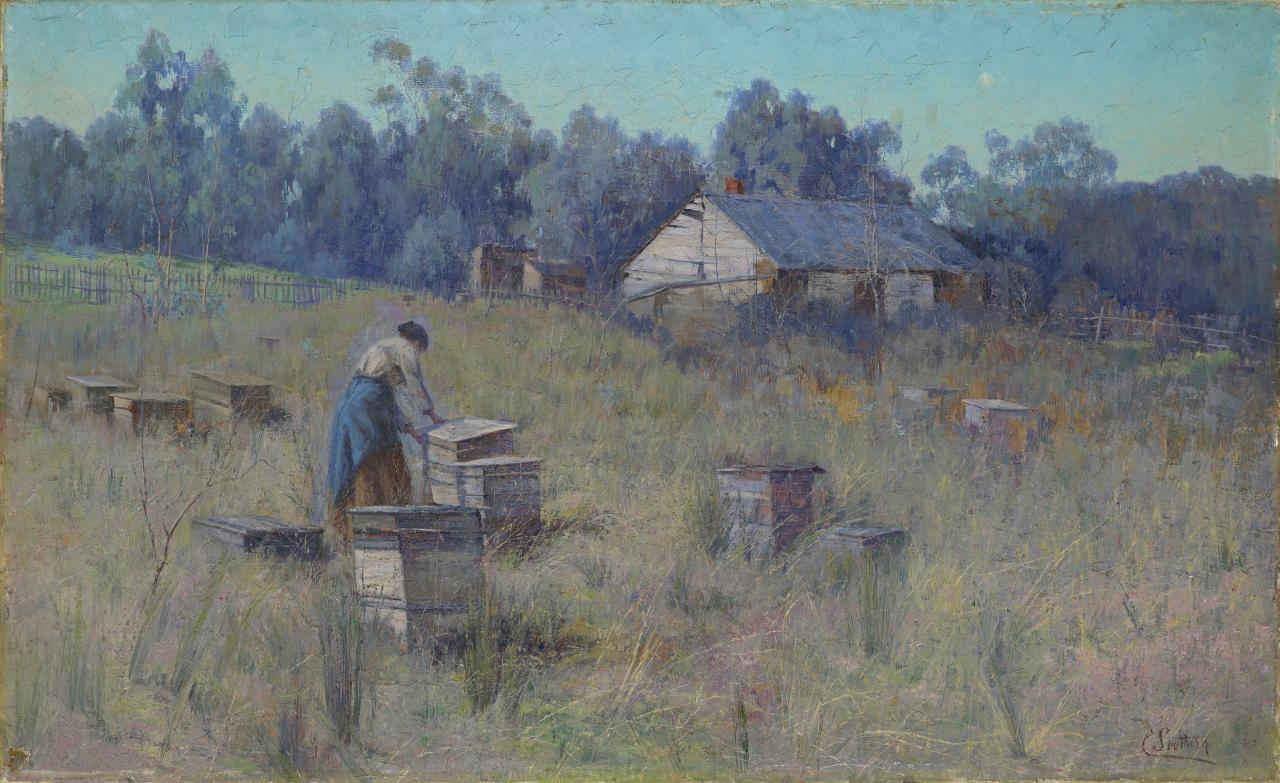
Clara Southern的“An Old Bee Farm”，1900年

海德堡畫派（英語：Heidelberg School）是19世紀末期澳大利亞的一場藝術運動，後來被描述為澳大利亞印象派。

## 历史
1891年，藝術評論家西德尼·迪金森（Sidney Dickenson）首創該詞，用以評價亞瑟·斯特利通和沃爾特·威瑟斯的作品，因為這些畫家基本都是在海德堡地區作畫的。後來其涵蓋範圍逐漸擴大，直到泛指19世紀末期的一切印象主義外光派藝術家。
很多海德堡畫派的作品存在澳大利亞的博物館中，例如維多利亞國家美術館、澳洲國立美術館和巴拉臘特美術館。

## 擴展閱讀
- Astbury, Leigh. . Oxford University Press. 1985. ISBN 0-19-554501-X.
- Gleeson, James. . Lansdowne Publishing. 1976. ISBN 0-7018-0990-6.
- Lane, Terence. . National Gallery of Victoria. 2007. ISBN 0-7241-0281-7.
- McCulloch, Alan. . Lansdowne Publishing. 1977. ISBN 0-7018-0307-X.
- Splatt, William. . Viking O'Neil. 1989. ISBN 0-670-90061-3.

## 外部連結
- artistsfootsteps.com （页面存档备份，存于）
- 海德堡藝術家 （页面存档备份，存于）
- 海德堡畫派-墨爾本百科全書在線 （页面存档备份，存于）
- 海德堡畫派-澳大利亞文化 （页面存档备份，存于）
- 維多利亞國家美術館：澳大利亞印象畫派教育資 （页面存档备份，存于）